# Stara Synagoga w Bydgoszczy
Stara Synagoga w Bydgoszczy – pierwsza drewniana synagoga znajdująca się w Bydgoszczy, na skrzyżowaniu dzisiejszych ulic Wały Jagiellońskie i Jana Kazimierza.
Synagoga została zbudowana w 1834 r. Po kilku latach okazała się za mała dla szybko rosnącej gminy żydowskiej. W latach 1882–1884 na jej miejscu stanęła monumentalna, murowana synagoga.